# Danciîmist, Kostopil
Danciîmist (în ucraineană Данчиміст) este un sat în comuna Mîrne din raionul Kostopil, regiunea Rivne, Ucraina.

## Demografie
Componența lingvistică a localității Danciîmist
     Ucraineană (99,44%)
     Alte limbi (0,37%)
Conform recensământului din 2001, majoritatea populației localității Danciîmist era vorbitoare de ucraineană (99,44%), existând în minoritate și vorbitori de alte limbi.